# Miazga (nazwisko)
Miazga – polskie nazwisko. Na początku lat 90. XX wieku w Polsce nosiły je 2905 osoby, według nowszych, internetowych danych noszą je 3405 osoby. Nazwisko pochodzi od słowa miazga i jest najbardziej rozpowszechnione w południowo-wschodniej Polsce.

## Znane osoby noszące to nazwisko
- Matt Miazga (ur. 1995) – amerykański piłkarz polskiego pochodzenia;
- Mieczysław Miazga (ur. 1956) – polski polityk i przedsiębiorca;
- Mieczysław Miazga (socjolog) (ur. 1951) – polski socjolog, urbanista i regionalista;
- Piotr Miazga (ur. 1976) – polski aktor filmowy i telewizyjny;
- Renata Knapik-Miazga (ur. 1988) – polska szpadzistka;
- Romuald Miazga (1928–2016) – polski dyrygent, chórmistrz i pedagog muzyczny.